# 9785 Senjikan
9785 Senjikan eller 1994 YX1 är en asteroid i huvudbältet som upptäcktes den 31 december 1994 av den japanska astronomen Takao Kobayashi vid Ōizumi-observatoriet. Den är uppkallad efter den astronomiska föreningen Senjikan.
Asteroiden har en diameter på ungefär 5 kilometer.